# Oxyothespis senegalensis
Oxyothespis senegalensis es una especie de mantis de la familia Mantidae.

## Distribución geográfica
Se encuentra en Argelia, Camerún, Senegal, Libia y Chad.